# أليس أردن
أليس أردن (بالإنجليزية: Alice Arden)‏ هي واثبة عالي أمريكية، ولدت في 23 يوليو 1914 في فيلادلفيا في الولايات المتحدة، وتوفيت في 1 مارس 2012 في روسكو في الولايات المتحدة.

## وصلات خارجية
- أليس أردن على موقع أوليمبيديا (الإنجليزية)